# Калисто Танци
Калисто Танци (на италиански: Calisto Tanzi) е италиански бизнесмен, осъден за мошеничество. През 1961 година основава компанията Parmalat след като, захвърля учението си в колеж. През 2003 година компанията Parmalat банкрутира с дълг от 14 милиарда евро, което се превръща в най-големия банкрут в историята на Европа. През 2008 година е открито, че той е присвоил около 800 милиона евро от компанията и е вкаран в затвора за мошеничество. Въпреки това, че Калисто Танци е осъден на 18 години затвор, той прекарва само около две години там, а след това е под домашен арест.

## Банкрутът на ФК „Парма“
Глобен с 10 000 евро и шестмесечна забрана за участие във футбола за лъжлив отчет на финансовата деятелност на ФК „Парма“ за сезон 2002 – 2003.

## Награди
През 1984 година става кавалер на „Ордена на Трудовите заслуги“ и кавалер на Ордена „За заслуги пред Италианската Република“ през 1999 година. По-късно е лишен и от двете заради загуба на доверие, след банкрута на фабриката Parmalat, още преди решението за окончателната несъстоятелност от президентът на Италия Джорджо Наполитано.
Благодарение на спонсорството си, ФК Парма печели 3 пъти Купата на Италия и 2 пъти Суперкупата на Европа. Благодарение на него от Барселона е привлечен Христо Стоичков за 12 милиарда лирети.
Танци има още интереси към туризма, телевизията. Спонсор на скиори и отбори от Формула 1.
Умира на 1 януари 2022 г. на 83 години в Парма.